# Irena Moudrá Wünschová
Irena Moudrá Wünschová (* 20. prosince 1957 Praha) je česká politička a lékařka, v letech 2016 až 2018 první místopředsedkyně Strany zelených, od roku 2014 zastupitelka města Ústí nad Labem.

## Život
V roce 1983 ukončila studium Lékařské fakulty Univerzity Karlovy v Praze (získala titul MUDr.). Před rokem 1989 byla autorkou a sběratelkou podpisů za propuštění Hany Marvanové z vězení. Působí jako lékařka na interně hrudní chirurgie v krajské Masarykově nemocnici v Ústí nad Labem, pracuje také pro Mobilní domácí hospic v Ústí nad Labem a Hospic sv. Štěpána v Litoměřicích. Byla členkou ústeckého křesťanského sboru CB, dnes je součástí ČCE. V občanské a politické práci se věnovala otázkám spojeným s problematikou území bývalého pohraničí, těžce poničeného ekologickou, sociální a ideovou devastací.
Angažovala se jako jedna ze zakládajících členek iniciativy V Ústí neonacisty nechceme, podílela se na vzniku iniciativy Ústím na kole a aktivně se účastní projektů Fóra 50 %.
Irena Moudrá Wünschová žije v Ústí nad Labem, je matkou tří dospělých dětí.

## Politické působení
Od roku 2007 je členkou Strany zelených, od roku 2015 ve straně zastává také pozici členky Republikové rady SZ. Na sjezdu strany v lednu 2016 v Praze byla zvolena 1. místopředsedkyní SZ. Získala 136 hlasů od 214 delegátů (tj. 64 %) a porazila tak Moniku Horákovou. Funkci zastávala do ledna 2018.
Do komunální politiky se pokoušela vstoupit ve volbách v roce 2006, když kandidovala jako nestraník za SZ do Zastupitelstva města Ústí nad Labem i městského obvodu Ústí nad Labem-město, ale ani v jednom případě neuspěla. Zastupitelkou se nestala ani ve volbách v roce 2010, kdy už do obou zastupitelstev kandidovala jako členka SZ (i když v případě městského obvodu se stala druhou náhradnicí). Teprve až ve volbách v roce 2014 byla zvolena zastupitelkou města Ústí nad Labem, když kandidovala jako členka SZ za subjekt PRO! Ústí (tj. nezávislí kandidáti, SZ, STAN a Piráti). Do městského obvodu již nekandidovala.
Za Stranu zelených kandidovala také do Zastupitelstva Ústeckého kraje - ve volbách v roce 2008 na samostatné kandidátce SZ, ve volbách v roce 2012 na kandidátce subjektu Hnutí PRO! kraj (tj. SZ, HNHRM a KDU-ČSL), ale ani jednou neuspěla.
Pokoušela se rovněž uspět ve volbách do Poslanecké sněmovny PČR v roce 2010 a 2013, když v obou případech kandidovala za Stranu zelených v Ústeckém kraji, ale ani jednou se poslankyní nestala.